# Aphrodita paleacea
Aphrodita paleacea är en ringmaskart som beskrevs av Peters 1864. Aphrodita paleacea ingår i släktet Aphrodita och familjen Aphroditidae. Inga underarter finns listade i Catalogue of Life.